# Поллерсбек, Юлиан
Ю́лиан По́ллерсбек (нем. Julian Pollersbeck; род. 16 августа 1994, Альтэттинг, Бавария) — немецкий футболист, вратарь клуба «Магдебург». Чемпион Европы 2017 года в составе молодёжной сборной Германии.

## Клубная карьера

### Ранние годы и «Кайзерслаутерн»
Поллерсбек начинал карьеру в юношеской команде «Эммертинг» из одноимённой общины в его родном районе Альтэттинг. В возрасте 16 лет он перебрался в «Ваккер» из Бургхаузена, где за три года так и не дебютировал за основную команду.
В 2013 году Поллерсбек перешёл в «Кайзерслаутерн», где поначалу выступал за резервную команду в Региональной лиге «Юго-Запад». В ноябре 2014 года клуб продлил с ним контракт до 2017 года. 11 сентября 2016 года Юлиан дебютировал за «Кайзерслаутерн» в матче четвёртого тура сезона Второй Бундеслиги 2016/17 против «Зандхаузена» (0:2), заменив Стипе Вучура на 74-й минуте после удаления вратаря Андре Вайса. После этого матча Поллерсбек стал основным вратарём команды на всю оставшуюся часть сезона. Всего в 31 матче за «Кайзерслаутерн» Юлиан пропустил 27 мячей и 14 раз сыграл на ноль.

### «Гамбург»
В июне 2017 года Поллерсбек перешёл в «Гамбург», подписав контракт до 2021 года. Перед началом сезона 2017/18 он проиграл конкуренцию Кристиану Матении, которого главный тренер Маркус Гисдоль назначил основным вратарём, а в ноябре 2017 года — Тому Микелю, став третьим вратарём. После зимней паузы в январе 2018 года Гисдоль дал шанс Поллерсбеку, который стал основным вратарём. 13 января Юлиан дебютировал в Бундеслиге в матче против «Аугсбурга» (0:1), но с приходом нового главного тренера Бернда Холлербаха вновь потерял место в основе. Третий тренер «Гамбурга» по ходу сезона Кристиан Титц вернул Поллерсбека на роль основного вратаря в марте. В итоге Юлиан сыграл в десяти матчах в Бундеслиге и по окончании сезона вылетел с «Гамбургом» во Вторую Бундеслигу.
В сезоне 2018/19 Поллерсбек остался первым номером «Гамбурга» и при Титце, и при Ханнесе Вольфе. В 31 матче Юлиан 12 раз сыграл на ноль, что стало вторым показателем в лиге после Рафала Гикевича (14 матчей), но не помогло «Гамбургу» вернуться в Бундеслигу. В сезоне 2019/20 при новом тренере Дитере Хеккинге первым номером команды стал Даниэл Хойер Фернандеш, а Поллерсбек стал третьим выбором. В январе 2020 года Юлиан получил травму голеностопа, но к маю вернулся в строй и сыграл в последних шести матчах сезона.

### «Олимпик Лион»
В сентябре 2020 года Поллерсбек снова был понижен до статуса третьего вратаря «Гамбурга» новым тренером Даниэлем Тиуне, после чего он решил покинуть клуб и перешёл в «Олимпик Лион». Вратарь подписал с французским клубом четырёхлетний контракт, а сумма трансфера составила 250 тысяч евро. 6 марта 2021 года он дебютировал за «Лион» в матче 1/16 финала Кубка Франции против «Сошо» (5:2). 3 октября Поллерсбек дебютировал в Лиге 1, выйдя на 75-й минуте на место удалённого вратаря Антони Лопеша в гостевом Ронском дерби с «Сент-Этьеном» (1:1). 16 октября Юлиан впервые вышел в основном составе «Лиона» на матч Лиги 1, отыграв все 90 минут против «Монако» (2:0).

### «Магдебург»
15 июня 2023 года Поллерсбек подписал контракт с клубом «Магдебург».

## Международная карьера
На международном уровне Поллерсбек выступал только за молодёжную сборную Германии. 10 ноября 2016 года он дебютировал за команду в товарищеском матче со сборной Турции (1:0), а 24 марта 2017 года провёл за неё второй матч, отыграв второй тайм против сборной Англии (1:0).
В июне 2017 года главный тренер молодёжной сборной Штефан Кунц включил Поллерсбека в окончательную заявку команды на предстоящий чемпионат Европы в Польше. На турнире Юлиан был основным вратарём во всех пяти матчах, три из них провёл на ноль, включая финал с испанцами, и в полуфинальном матче со сборной Англии отбил два удара в серии послематчевых пенальти. Поллерсбек был признан лучшим игроком сборной Германии на турнире и лучшим вратарём всего чемпионата Европы.